# Chersonesus in Europa
Chersonesus in Europa (łac. Diœcesis Chersonensis in Europa) – stolica historycznej diecezji w Cesarstwie Rzymskim (prowincja Europa), współcześnie w Turcji. Jedynym znanym w źródłach biskupem tej diecezji był Piotr (V w.). Od 1933 katolickie biskupstwo tytularne, wakujące od 1965.

## Biskupi tytularni
| Lp. | Biskup                 | Od               | Do             |
| --- | ---------------------- | ---------------- | -------------- |
| 1   | Carlos María Cafferata | 22 maja 1956     | 11 lipca 1961  |
| 2   | Felipe Benitez Avalos  | 10 sierpnia 1961 | 4 grudnia 1965 |